# Caitlín Maude
 (avril 2017).
Pour les articles homonymes, voir Maude.
Caitlín Maude est une poète, enseignante et chanteuse traditionnelle d’expression irlandaise du XXe siècle, née en 1941 à Costelloe (en) (Irlande) et morte en 1982.

## Biographie
Deuxième d'une fratrie de trois enfants, Caitlín Maude est née le 22 juin 1941. Elle est la fille de John Joseph Maude, paysan, et de Máire Nic an Iomaire, enseignante. Elle est élevée à Ros Muc, un village du comté de Galway en Irlande, où la langue irlandaise est toujours parlée au quotidien par les habitants. 
Elle obtient un diplôme de l’université nationale d'Irlande à Galway, où elle excelle en français, et passe un mois en France grâce à une bourse d’études. Elle enseigne ensuite dans plusieurs écoles en Irlande.
Elle est connue comme actrice de théâtre et comme chanteuse en irlandais dans un style traditionnel très ornementé, le chant sean-nós. Elle est connue aussi comme activiste sociale et culturelle ; elle a surtout défendu la Gaeltacht, la communauté de langue gaélique..  
Elle épouse Cathal Ó Luain le 27 décembre 1969 et ils fondent un foyer à Dublin, où elle donne naissance à un fils, Caomhán. Elle meurt d’un cancer le 6 juin 1982.

## Œuvre
Caitlín Maude est connue avant tout comme poète. Son œuvre est marquée par la passion, par son préoccupation concernant les relations personnelles, et par une faculté exceptionnelle d’expression dans un idiome à la fois classique et contemporain. C’est une œuvre qui ne manque pas d’humour, d’ironie et même de sensualité, mais qui est caractérisée aussi par une spiritualité profonde. De plus, elle a écrit une pièce, An Lasair Choille, en collaboration avec Michael Hartnett, ainsi que des nouvelles et des articles.
Elle est spécialement connue pour ses récitals émouvants de sa propre poésie.
Elle a écrit les paroles de la chanson Brian Boru pour Alan Stivell en 1995, sur l'album Brian Boru.

## Éditions de référence
- Caitlín Maude - Caitlín [disque compact]: CEFCD042 – mélange de poésie et de chants sean-nós.

- Ó Coigligh, Ciarán (éd.), Caitlín Maude : dánta (Coiscéim 1982)

- Ó Coigligh, Ciarán et Mac Síomóin, Tomás (éd.), Caitlín Maude : Dánta, drámaíocht agus prós (Coiscéim 2005)

- Welch, Robert (éd.), The Concise Oxford Companion to Irish Literature (Oxford 1996/2000) pages 233-234